# 1461トラブゾン
1461トラブゾン（トルコ語: 1461 Trabzon）は、トルコのトラブゾンをホームタウンとするサッカークラブ。2008年6月からトラブゾンスポルのリザーブチームであり、トラブゾンスポルから期限付き移籍する選手が多い。1461はトラブゾンを首都としたトレビゾンド帝国が滅亡した年に由来する。

## 歴史
1998年、デイルメンデレスポル (Değirmenderespor) のクラブ名で創設された。2008年、トラブゾン・カラデニズスポル (Trabzon Karadenizspor) に改称した。2009年1月14日、1461トラブゾンに改称した。
2012-13シーズンはTFF1.リグで3位になったが、スュペル・リグに所属するトラブゾンスポルのリザーブチームであるため、昇格プレーオフに出場する資格を持たなかった。

## 歴代監督
- ムスタファ・レシット・アクチャイ 2011-2013

## 歴代所属選手
- ギョクハン・アルサン 2009-2014
- エレン・アルバイラク 2012-2013
- チコ・オフォエドゥ 2012-2013
- セルジュ・アカクポ 2015-2016
- ウールジャン・チャクル 2016